# Kladnik
Kladnik falu Horvátországban Krapina-Zagorje megyében. Közigazgatásilag Kumrovechez tartozik.

## Fekvése
Zágrábtól 40 km-re északnyugatra, községközpontjától 2 km-re északra, a Horvát Zagorje északnyugati részén, a szlovén határ közelében fekszik.

## Története
A településnek 1857-ben 155, 1910-ben 258 lakosa volt. Trianonig Varasd vármegye Klanjeci járásához tartozott. A településnek 2001-ben 186 lakosa volt.

## Külső hivatkozások
Kumrovec község hivatalos oldala